# Ernesto Maserati
Ernesto Maserati (ur. 4 sierpnia 1898 roku w Bolonii, zm. 1 grudnia 1975 roku w Bolonii) – włoski kierowca wyścigowy i inżynier. Wraz z braćmi założył przedsiębiorstwo samochodowe. Po śmierci Alfieri Maserati w 1932 roku został jego dyrektorem, pełniąc tę funkcję aż do sprzedaży w 1937 roku. Po II wojnie światowej założył przedsiębiorstwo O.S.C.A.

## Kariera wyścigowa
W swojej karierze wyścigowej Maserati poświęcał się głównie startom w wyścigach Grand Prix. W 1930 roku stanął na drugim stopniu podium w wyścigu Coppa Acerbo, a w Grand Prix Monzy był trzeci. Rok później wygrał Grand Prix Tunisu oraz Grand Prix Rzymu. Wystartował również w Grand Prix Francji, zaliczanym do klasyfikacji Mistrzostw Europy AIACR. Wyścigu jednak nie ukończył. Z dorobkiem 22 punktów został sklasyfikowany na 46 pozycji w mistrzostwach. W sezonie 1932 uplasował się na drugiej pozycji w Grand Prix Włoch, a w klasie Voiturette Grand Prix Niemiec stanął na najniższym stopniu podium.